# Новомиргородский уланский полк
Новомиргородский уланский полк — кавалерийская воинская часть Русской императорской армии, существовавшая с 1817 по 1856 год.

## История полка
В 1812 году, на основании распоряжения от 5 июня 1812 года, под руководством полковника графа де-Витта на территории Киевской и Каменец-Подольской губерний сформирован 1-й Украинский казачий полк.
Полк принял участие в Отечественной войне 1812 года и Заграничном походе Русской армии 1813—1814 годов, за заслуги в которых полку пожалованы серебряные трубы.
26 октября 1816 года полк переименован в 1-й Украинский уланский полк, в составе Украинской уланской дивизии.
31 декабря 1817 года приказано из половины 1-го Украинского уланского полка и рекрутов сформировать новый 3-й Украинский уланский полк в составе 6 действующих, 3 поселенных и 3 резервных эскадронов (прежний 3-й Украинский уланский полк, сформированный в 1812 году, этим же приказом был разделён на 1-й Бугский уланский полк и 2-й Бугский уланский полк), в составе Украинской уланской дивизии (с 18 сентября 1818 года — 3-я уланская дивизия).
Новому 3-му Украинскому уланскому полку передана половина серебряных труб 1-го Украинского уланского полка.
Полк назначен к поселению в Херсонской губернии, где образован округ военного поселения полка.
5 мая 1827 года велено резервные эскадроны составить из строевых нижних чинов и кантонистов, а поселенцев распределить в поселенные эскадроны, отдельно от резервных.
20 декабря 1828 года на гербы шапок и пуговицы присвоен № 11.
25 июня 1830 года 3-й Украинский уланский полк переименован в Новомиргородский уланский полк.
В 1831 году полк принял участие в усмирении польского восстания, участвовал в сражении на Понарских высотах, при штурме Воли и Варшавы.
21 марта 1832 года приказано полк оставить в составе 6 действующих и 3 резервных эскадронов, а поселенные эскадроны выделить в ведение особого начальника. Поселенные эскадроны названы 7-м кавалерийским округом Новороссийского военного поселения.
21 марта 1833 года полк приказано привести в состав 8 действующих и 1 резервного эскадронов, в составе 2-й уланской дивизии. На гербы шапок и пуговицы присвоен № 21; установлена рыжая масть лошадей.
30 августа 1834 года повелено иметь для полка в запасных войсках запасный полуэскадрон № 43.
23 марта 1835 года 7-й эскадрон Новомиргородского уланского полка передан в Санкт-Петербургский уланский полк, где переименован в резервный эскадрон; 8-й эскадрон Новомиргородского уланского полка передан в Елисаветградский гусарский полк, где также переименован в резервный. Новомиргородский уланский полк приведён в состав 6 действующих и 1 резервного эскадронов.
4 апреля 1836 года запасному полуэскадрону присвоен № 39.
8 августа 1836 года приказано в 7-м кавалерийском округе Новороссийского военного поселения учредить 2 эскадрона кантонистов, для комплектования полка обученными унтер-офицерами.
23 декабря 1841 года упразднён резервный эскадрон.
25 января 1842 года приказано для Новомиргородского уланского полка иметь в составе запасных войск резервный и запасный эскадроны, комплектуемые из числа бессрочноотпускных нижних чинов.
18 декабря 1848 года повелено иметь для резервного и запасного эскадронов постоянные кадры.
В 1849 году полк принял участие в Венгерском походе в составе отряда генерал-лейтенанта Гротенгельма.
12 сентября 1851 года шефом полка назначен генерал-адъютант барон Остен-Сакен.
31 декабря 1851 года в ходе реорганизации полков кавалерии приказано к Новомиргородскому уланскому полку в качестве 7-го и 8-го эскадронов присоединить 1-й и 2-й эскадроны расформированного Борисоглебского уланского полка. На гербы шапок и пуговицы присвоен № 17. Вошёл в состав Резервной уланской дивизии.
30 марта 1855 года шефство барона Остен-Сакена передано Новоархангельскому уланскому полку. Шефом Новомиргородского уланского полка назначен принц Александр Гессенский, в связи с чем полк переименован в Уланский Его Высочества Принца Александра Гессенского полк.
В 1855 году полк принял участие в Крымской войне, участвовал в сражении на Чёрной речке.
3 июля 1856 года 1-й и 2-й эскадроны Уланского Его Высочества Принца Александра Гессенского полка (бывшего Новомиргородского) со всеми знаками отличия, старшинством и шефством, переданы, в качестве 3-го дивизиона, в состав Вознесенского уланского полка, который в связи с этим переименован в Уланский Его Высочества Принца Александра Гессенского полк. Остальные эскадроны бывшего Уланского Его Высочества Принца Александра Гессенского полка расформированы.

## Отличия полка
6 серебряных труб с надписью «1-го Украинскаго Казачьяго полка, 30-го Августа 1814 года», переданных при сформировании полка от 1-го Украинского уланского полка.
6 декабря 1831 года за польскую кампанию 1831 года пожалованы на шапки знаки с надписью «За отличiе».
1 января 1832 года пожалованы три штандарта (образца 1827 года; жёлтые углы, серебряное шитьё), по одному на дивизион.
3 апреля 1834 года пожалован штандарт 4-му дивизиону (23 марта 1835 года повелено сдать на хранение). 
31 декабря 1851 года в 4-й дивизион полка передан штандарт 1-го дивизиона Борисоглебского уланского полка.
3 июля 1856 года штандарт 1-го дивизиона, знаки на головные уборы и серебряные трубы переданы в 3-й (позднее — 1-й) дивизион Вознесенского уланского полка. Остальные штандарты повелено сдать на хранение.

## Шефы полка
- 12.09.1851 — 30.03.1855 — генерал-адъютант генерал от кавалерии барон Дмитрий Ерофеевич Остен-Сакен
- 30.03.1855 — 03.07.1856 — принц Александр Гессенский

## Командиры полка
- 18.01.1818 — 02.10.1827 — подполковник (полковник) Алексей Александрович Гревс
- 16.11.1827 — 24.04.1832 — подполковник (полковник) Юрий Осипович Лахман
- 24.04.1832 — 17.06.1840 — (до 29.01.1835 командующий) подполковник (полковник) Иван Иванович Величко
- 17.06.1840 — 24.02.1845 — (до 25.12.1842 командующий) подполковник (полковник) Семён Николаевич Сулима
- 24.02.1845 — 21.09.1852 — полковник (генерал-майор) граф Александр Евстафьевич Нирод
- 21.09.1852 — 04.07.1856 — полковник (генерал-майор) Казимир Францевич Войнилович